# Miss Austen
Miss Austen är en amerikansk historisk och biografisk dramaserie som hade premiär på Max den 4 maj 2025. Den första säsongen består av fyra avsnitt.

## Handling
Serien utspelar sig i Storbritannien under 1800-talet och kretsar kring Jane Austen och hennes syster Cassandras liv.

## Rollista (i urval)
| Keeley Hawes    | – Cassandra Austen          |
| Jessica Hynes   | – Mary Austen               |
| Patsy Ferran    | – Jane Austen               |
| Rose Leslie     | – Isabella Fowle            |
| Mirren Mack     | – Dinah                     |
| Phyllis Logan   | – Mrs Cassandra Austen      |
| Kevin McNally   | – George Austen             |
| Max Irons       | – Henry Hobday              |
| Alfred Enoch    | – Mr Lidderdale             |
| Calam Lynch     | – Tom Fowle                 |
| Liv Hill        | – Mary Austen, som ung      |
| Synnøve Karlsen | – Cassandra Austen, som ung |